# Лубянское сельское поселение (Белгородская область)
Лубя́нское се́льское поселе́ние — муниципальное образование в Чернянском районе Белгородской области.
Административный центр — село Лубяное-Первое.

## История
Лубянское сельское поселение образовано 20 декабря 2004 года в соответствии с Законом Белгородской области № 159.

## Население
| 2010 | 2011 | 2012 | 2013 | 2014 | 2015 | 2016 | 2017 | 2018 |
| ---- | ---- | ---- | ---- | ---- | ---- | ---- | ---- | ---- |
| 562  | ↘560 | ↘549 | ↘540 | ↘525 | ↘524 | ↗542 | ↗546 | ↗559 |
| 2019 | 2020 | 2021 |      |      |      |      |      |      |
| ↘543 | ↘519 | ↘464 |      |      |      |      |      |      |

## Состав сельского поселения
| № | Населённый пункт | Тип населённого пункта       | Население |
| - | ---------------- | ---------------------------- | --------- |
| 1 | Лубяное-Первое   | село, административный центр | ↗418      |
| 2 | Медвежье         | хутор                        | ↘71       |
| 3 | Становое         | село                         | ↘73       |